# Duché de Gaète
836–1140
La République de Gaète est un ancien État italien qui a existé de 839 à 1140. La principale source de son existence est le Codex Diplomaticus Caietanus (en). Gaète devient autonome vis-à-vis l’Empire byzantin au début du IXe siècle. L’autonomie de Gaète est perdue quand elle est annexée au royaume normand de Sicile en 1140. Il s'étendait dans les actuelles régions de la Campanie et du Latium.
Elle est également appelée duché de Gaète dans certaines sources.

## Contexte historique et géographique
La ville et la république de Gaète sont construites sur un promontoire rocheux  surplombant la plaine du Garigliano. Elle doit son indépendance aux habitants de la ville de Bénévent, dans la province italienne de Basilicate en 836, ces derniers étaient dépendants de l'empereur de Byzance. Le duché de Gaète devient de plus en plus autonome au long du IXe siècle. Officiellement, le duché est rattaché à l’Empire byzantin (empire romain d’Orient) puisque se trouve sous l’autorité du Duché de Naples, autorité qui leur est confiée par le patriciat de Sicile. Le duché de Gaète gagne peu à peu son autonomie en oscillant entre plusieurs sphères d’influence, notamment celle du pape, de l’empire byzantin et par des liens avec les musulmans. Par exemple, l’autorité du pape est reconnue par l’autorité de Gaète en 780, et de 839 à 862.  Parallèlement, elle reconnait l’autorité byzantine en 812, en 866 et de 899 à 933[4]. Le duché est également reconnu comme indépendant par l’empereur Otton III vers 997.

## Le pouvoir de la dynastie des docibilans
Ils sont vassaux du roi de Naples André II.La dynastie des docibilans est au pouvoir à Gaète tout au long de la République.
Le premier Hypatoi (consul) était Constantin, vassal du duc de Naples, qui semble avoir régné jusqu’en 866 et avoir été renversé par Docibilis I. Plusieurs historiens considèrent ce changement de pouvoir comme le début de l’autonomie de Gaète par rapport au duché de Naples[1].
Docibilis I est le premier membre de la dynastie. Son origine nous est inconnue, mais il semble qu’il n’est pas issu d’une famille noble. Son élévation sociale est probablement due à une accumulation de richesse par le commerce. Il s’est également lié à une ancienne famille aristocratique de Gaète les Anatolius comes, par mariage avec une certaine Matrona fille de Bonus. La date exacte de l’accession au pouvoir de Docibilis I n’est pas claire, mais en 867, on voit la première mention de Docibilis comme prefecturius impliquant qu’il est au pouvoir et donc qu’il a renversé Constantin. Le pouvoir de Docibilis s’accroit également en s’accaparant des terres sur le domaine de Gaète. Docibilis se fait octroyer des terres vers 870/880 par le pape, soit Fondi et Traetto, en échange d’arrêter ses d’alliance avec les « sarrasins ». De plus, la famille des Docibilians semble avoir acheté de nombreuses terres et avoir pris possession des terres publiques. Au Xe siècle, les membres de la famille se distribuent en héritage les terres publiques de Gaète et les offres en cadeau démontrant qu’ils considèrent ses dernières comme étant leur possession.
Le titre de Duc (Dux) est employé pour la première fois par Docibilis II en 933 potentiellement dû à son mariage avec Orania fille du Duc Marinus I de Naples.

En 954, Docibilans II instaura le partage de son duché en un temps en deux entité indépendante avec son deuxième fils Marinus.

## Le déclin du pouvoir ducal
Le pouvoir ducal commence à s’effriter avec la division des terres et des richesses familiale durant les successions. Docibilis II distribue de sont vivant les terres publiques à ses trois fils Jean II, Marinus et Grégoire. En 978, Marinus accède au trône ducal et poursuit le morcellement des terres entre ses fils : Jean III est associé au duché de Gaète, le duché de Fondi est donné à Marinus et Léon, le comté de Traetto à Dauferius, le comté du castrum argenti à Grégoire.
De ce morcellement du pouvoir survient une crise de succession. Jean III, duc de Gaète, meurt en 1008. Son fils Jean IV devient duc, mais meurt en 1011/12. Le titre de duc revient donc à Jean V, un enfant. La régente est la Duchesse Emilia (femme de Jean III, grand-mère de Jean V), mais le pouvoir est contesté par Léon Ier, fils de Docibilis Magnificus, cousin de Jean IV. Il ne reste au pouvoir que quelques mois, mais Emilia réussit à assoir le pouvoir de Jean V sur le trône ducal. En 1015, un des fils d’Emilia, Léon, prend part à la régence et règne avec elle jusqu’en 1024. Ce morcellement et la division du pouvoir entrainent un affaiblissement de la dynastie des Docibilians.
En 962, la république de Gaète se met sous la protection du duc lombard de Capoue. En 1032, après une querelle dynastique commencée vingt ans plus tôt, le duché de Gaète passe sous domination lombarde.
Cette époque est importante dans l'histoire de la langue italienne dans la mesure où la langue parlée, le campanien, devient une langue écrite.[pertinence contestée].

## Domination étrangère

### Domination Lombarde
Pandulf IV, prince de Capou, règne à Gaète jusqu’en 1038 après quoi il est vaincu par Guaimar IV de Salerne qui prend donc le pouvoir à Capoue et donc à Gaète par extension.
En 1042, l’aristocratie de Gaète se révolte contre Guaimar IV et installe Léon, fils de Docibilis Magnus, comme Duc. Par contre, conscients de leur faiblesse militaire et de leur incapacité à faire face à Guaimar IV, les habitants de Gaète choisissent un protecteur qu’ils installent sur le trône ducal, Aténolf d’Aquin. Ce dernier règne comme duc de Gaète jusqu’à sa mort en 1062. Le titre revient à sont fils Aténolf II qui est mineur et donc sous la régence de sa mère la duchesse Maria. Aténolf II n’occupe pas le trône longtemps puisqu’en 1064, Richard Ier de Capoue expulse les dirigeants lombards de la ville.

### Domination Normande
Richard I de Capoue donne la gouvernance de Gaète à Guillaume de Montreuil. Peu de temps après, ce dernier se révolte contre Richard et épouse la duchesse Maria dans le but d’accroitre sa légitimité. Il ne reste pas au pouvoir longtemps et est remplacé par un certain Lando en 1064/65, puis Danimboldus en 1066/67.
Finalement, en 1068, Godefroi Ridelle, comte de Pontecorvo et vassal des princes de Capoue, devient duc de Gaète. Il règne depuis son comté de Pontecorvo ce qui semble indiqué, que la ville de Gaète n’est plus le centre d’intérêt régional. Il meurt en 1086, et lui succède sont fils Renaud Ridelle.
En 1091, Gaète se révolte et l’on voit sur le trône ducal un certain Landolf possiblement un Docibilian de la lignée de Léon II. La ville est prise par Guillaume de Blosseville qui règne de 1103 à 1105, puis est remplacé par Richard d’Aquila. Ses descendants règnent sur le duché jusqu’à ce que la principauté de Capoue soit incorporée au royaume normand de Sicile sous Roger II vers 1140.

## Consulat
Durant, la domination normande, une nouvelle forme de pouvoir c’est développé dans la ville de Gaète. Les Normands ne régnaient pas directement dans la ville, mais de leur base à Capoue et étaient préoccupés par leur propre problème politique. Ce vide politique a favorisé l’accroissement de pouvoir de certaines familles issues d’une nouvelle aristocratie qui se partage les postes de consul. Ces Boni homines, apparaissent pour la première fois en 1094. Initialement, la ville comptait quatre Consuls, mais ce nombre semble s’accroitre jusqu'à six vers la fin des années 1120. Le mandat d’un consul durait un an et ne pouvait pas être maintenu deux ans de suite. Les consuls géraient les affaires internes de la cité tels que les finances publiques, le commerce et régulaient la construction. En 1140, le duché de Gaète est incorporé au royaume de Sicile de Roger II, et les mentions au pouvoir consulaire disparaissent des sources.

## Incastellamentoou enchâtellement
Durant le XIe siècle, on voit apparaitre sur le territoire de Gaète une multitude de fortifications ou « castrum ». Dans le cas de Gaète, le phénomène d’incastellamento n’est pas une réponse à l’invasion étrangère comme celle des « sarrasin », qui disparaisse du territoire en 915, ou des Hongrois puisque les fortifications apparaissent plus tard. L’édification des castrum aurait pour cause le morcellement territorial du duché sous les Docibilians et donc de la diffusion des centres de pouvoirs. En effet, entre l’an 1000 et 1050, de moins en moins d’habitants, nomme la ville de Gaète comme résidence principale. Durant cette période, on voit par exemple apparaitre les châteaux de Suio, Maronala, Itri, Fratte, Casale de Spigno… qui sont presque tous le siège d’un comte autonome.
Ce changement dans le territoire remodèle la concentration du peuplement. En effet, au côté des forteresses se développent une concentration d’habitat. On voit par exemple à Fratte et à Suio l’établissement de nouvelle concentration agraire. L’incastellamento s’accompagne donc d’une importance mise sur la ruralité du territoire de Gaète.

## Économie
La ville de Gaète semble avoir eu une importance économique considérable, non seulement comme centre régional, mais aussi dans le commerce méditerranéen. La ville de Gaète est dotée d’un port et son importance comme force navale est déjà remarqué en 849 à la bataille d’Ostie.
La ville de Gaète est mentionnée à Pise comme faisant partie du Honorantiae soit des marchands privilégiés. Les Gaetano  apparaissent aussi à Constantinople en 1064 au côté des Amalfitains. De plus, une source de 1028 fait référence à la « soie de Gaète » ce qui semble indiquer une production textile et une implication dans le commerce de la soie. L’on voit également en 1129 une référence à des teinturiers juifs démontrant encore une production textile, mais également l’importance d’une communauté juive dans le commerce de Gaète.
Les marchands de Gaète sont également visibles dans la ville de Rome où l’on voit par exemple des familles renforcer leurs liens commerciaux par le mariage ou encore la possession de magasin a Gaète appartenant à des familles romaines.
Gaète est également impliqué dans le commerce d’esclave. L’esclavage s’est perpétué en Italie du Sud au moins jusqu’à la moitié de XIe siècle. On observe par exemple un cas judiciaire en 999 dans lequel des esclaves réclament leur liberté[8]. De plus, en 836 est signé le Pactum Sicardi, document qui tente de réguler le commerce des esclaves de Naples et de ses satellites.
Au XIIe siècle, Gaète ne semble pas avoir eu de déclin dans leur puissance commerciale contrairement aux autres villes Tyrrhénienne telles qu’Amalfi